# یواس‌اس پارچ (اس‌اس‌ان-۶۸۳)
یواس‌اس پارچ (اس‌اس‌ان-۶۸۳) (به انگلیسی: USS Parche (SSN-683)) یک زیردریایی بود که طول آن ۳۰۲ فوت ۳ اینچ (۹۲٫۱۳ متر) بود. این زیردریایی در سال ۱۹۷۳ ساخته شد.